# Rhododendron 'Saturnus'
Rhododendron 'Saturnus' er en sort af Haveazalea med rød-rosa blomster med en indvendig rød tegning. Den blomstrer fra udgangen af maj.

## Beskrivelse
Rhododendron 'Saturnus' har en middelkraftig, bred, opret vækstform. Den er efter 10 år ca. 100 cm høj.